# 曾五典
曾五典（17世紀—17世紀），字子敘，號昊瞻，南直隸蘇州府太倉州人，明朝、南明政治人物。

## 生平
曾五典是崇禎六年（1633年）癸酉科應天鄉試第五名舉人，十六年（1643年）癸未科進士，都察院觀政。未及任官北京已失陷，他及時逃離免受大順政權抓獲，後在南京朝廷獲授東陽知縣，弘光元年（1645年）就任，人民稱其賢明，惟在任三個月即因病辭官。

## 家族
曾祖曾士毅。祖父曾一麟。父曾曰唯。

## 引用
1. 1 2  錢海岳《南明史·卷八十三·列傳第五十九》：時浙江外吏之可考者：……曾五典，字子敘，太倉人。崇禎十六年進士。東陽知縣。在任三月，病歸。
2. ↑  民國《太倉州志·卷十·選舉》：明……（崇禎）六年癸酉（舉人）……曾五典 見進士……十六年癸未（進士）……曾五典
3. ↑  《明季北略·卷二十二》：幸免諸臣……魯【曾】五典，南直太倉人。崇禎癸未進士。……右進士，俱候選。
4. ↑  道光《東陽縣志·卷五·政治志一》：縣令……明……曾五典 太倉人，乙酉年任，人稱其賢，兩月餘告病去
5. ↑  錢海岳《南明史·卷八十九·列傳第六十五》：時蘇屬遺臣：……太倉則曾五典，字子敘，崇禎十六年進士。授東陽知縣，三月病歸。
6. ↑  《崇禎十六年癸未科進士三代履歷》：曾五典，昊瞻，礼记房，丙辰年十一月初八日生。太仓州人，癸酉五名，會試二百九十名，三甲一百四十八名。都察院觀政，甲申授浙江東陽知縣。